# 필라투스 PC-9
필라투스 PC-9는 스위스의 필라투스에서 제작한 단발엔진, 2인승 터보프롭 훈련기이다.

## 사용국가

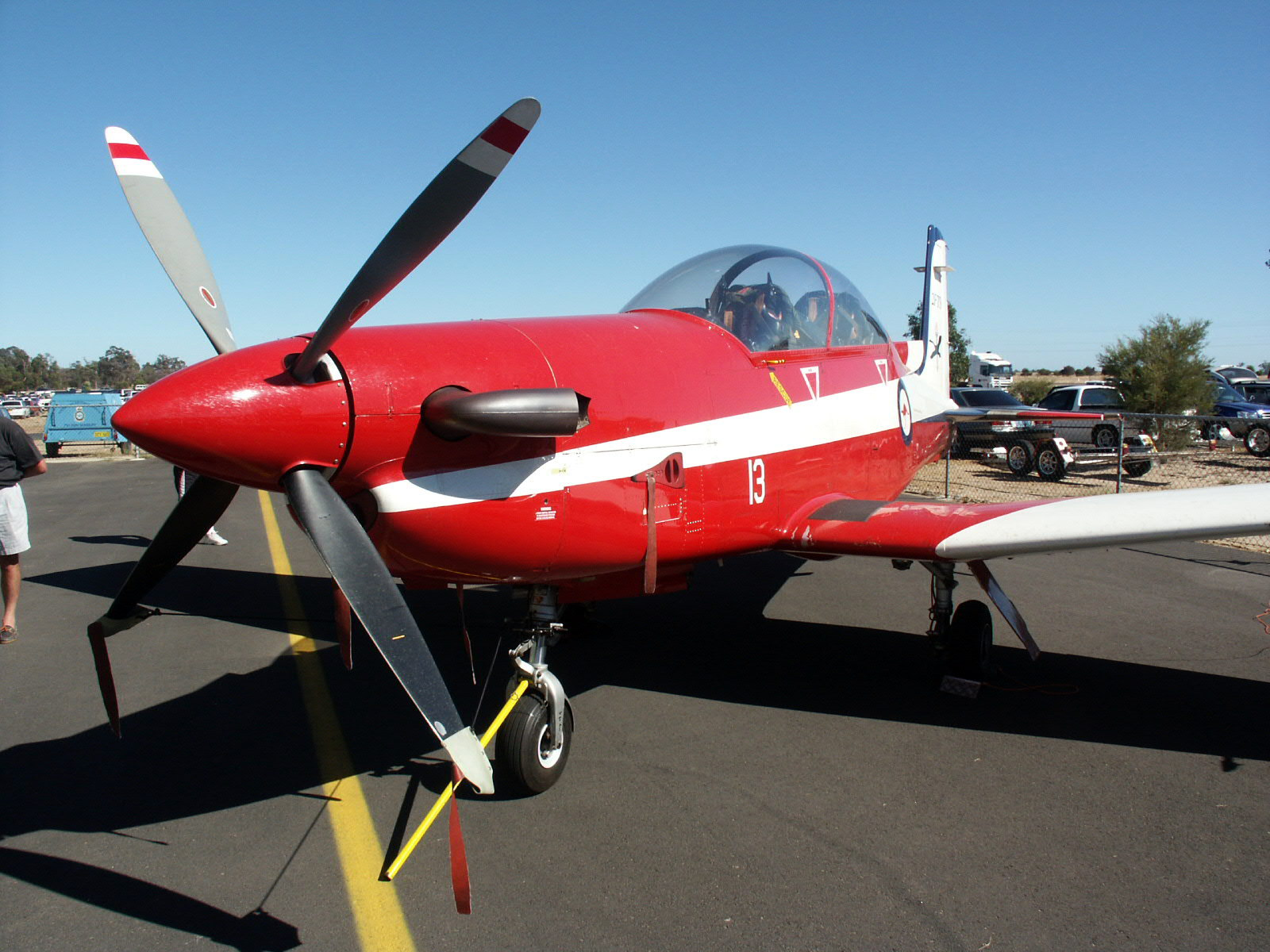
Australian PC-9 from the RAAF Roulettes aerobatic display team

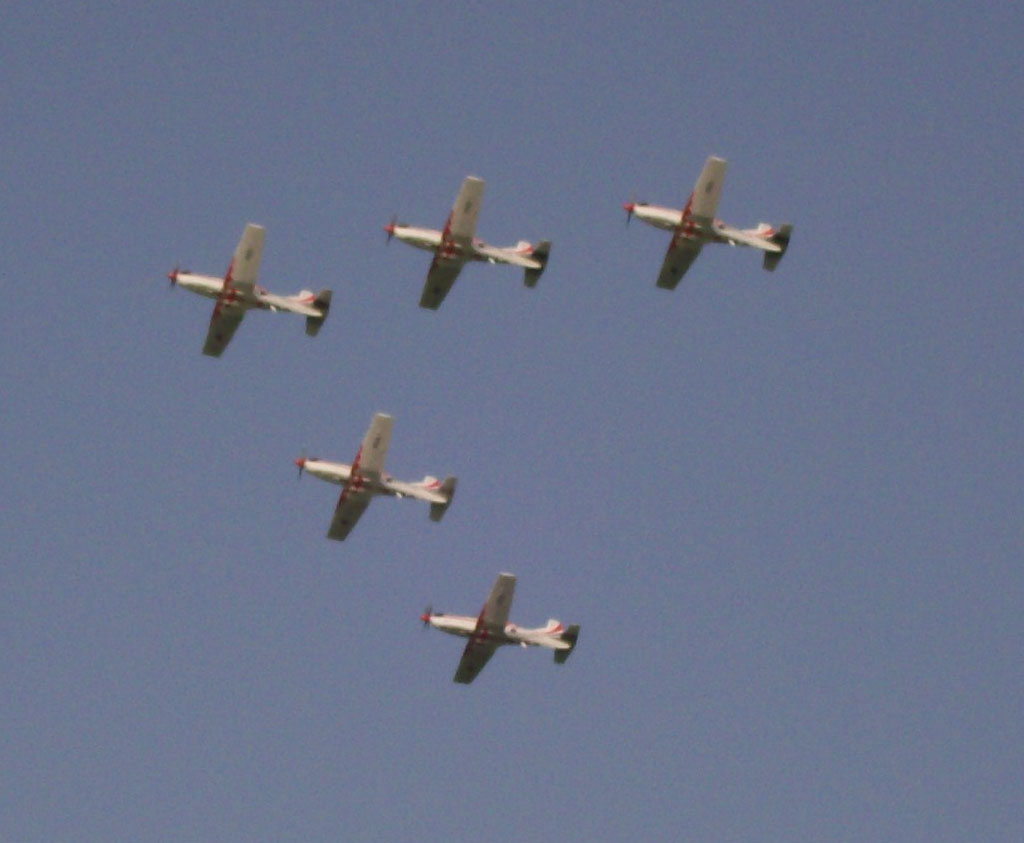
Croatian Air Force aerobatic team Wings of Storm

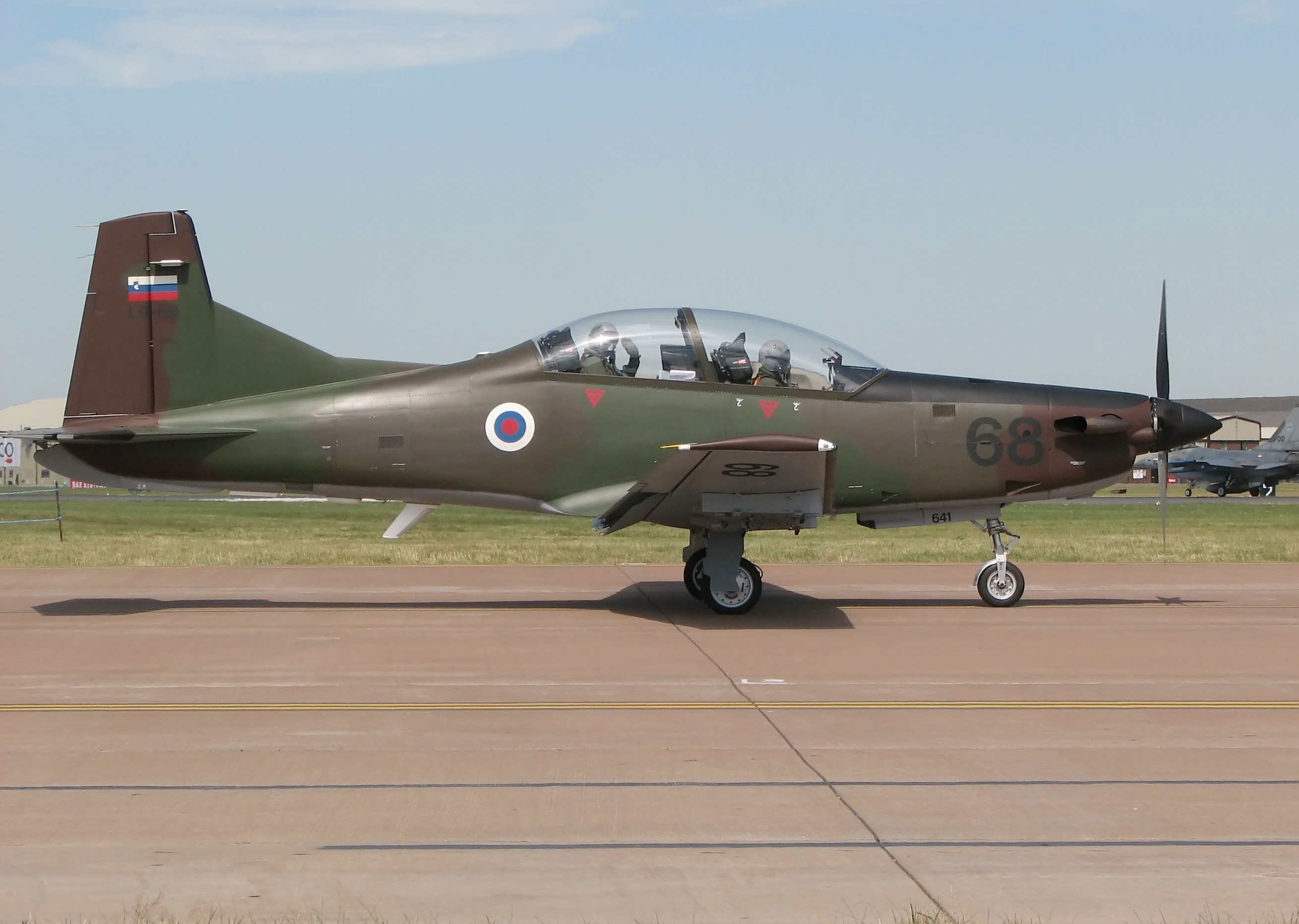
Pilatus PC-9M of the Slovenian Armed Forces

### 군사용
앙골라
 오스트레일리아
 불가리아
 크로아티아
 차드
 키프로스
 이라크
 아일랜드
 멕시코
 미얀마
 오만
 사우디아라비아
 슬로베니아
 스위스
 태국
 미국

### 민간용
독일
 영국

## 제원 (PC-9M)

### 무장
1,040 kg까지 로켓포, 폭탄, 기관총 장착가능

## 같이 보기
- Short Tucano
- 엠브라에르 EMB 312 투카노
- 엠브라에르 EMB 314 슈퍼 투카노
- KT-1
- 필라투스 PC-7
- PZL-130 Orlik
- T-6 텍산 II